# ستيفن وليامز (عالم إنسان)
ستيفن وليامز (بالإنجليزية: Stephen Williams)‏ هو عالم إنسان أمريكي، ولد في 28 أغسطس 1926 في منيابولس في الولايات المتحدة، وتوفي في 2 يونيو 2017.